# Pandanus boninensis
Espèce
Statut de conservation UICN

 LC  : Préoccupation mineure
Pandanus boninensis est une espèce de plante à fleurs de la famille des Pandanaceae. Il est dénommé Ogasawara takonoki ,Screw pine.

## Description
Pandanus boninensis est un arbuste tropical à feuilles persistantes. D'une hauteur de 5 m. Il a des racines aériennes. La longueur des feuilles est de 100 cm, de couleur vertes. Il est dioïque, avec des fleurs mâles blanches et des fleurs femelles  vert pâle. La période de fructification est Août. Les fruits sont d'un diamètre de 20-30 cm. Ce sont des agrégats ressemblant à des ananas, mais leur forme diffère de celle de l'Adan. Au fur et à mesure que les fruits mûrissent, ils prennent une coloration jaune-orange.

## Répartition et habitat
L'aire de répartition naturelle de Pandanus boninensis s'étend d'Ogasawara-shoto à Kazan-retto. Il est présent au Japon. Il est endémique et commun dans les forêts sèches de Distylium - Schima et les forêts sèches de Raphiolepis - Livistona des Îles Bonin. Il a des racines aériennes et pousse sur les rochers.

## Écologie
Le coléoptère, Phylloplatypus pandani est une mineuse de feuilles qui consomme les feuilles de P. boninensis, il a été décrit pour la première fois par des scientifiques en 1998. Le champignon, Kodonospora tetracolumnaris a été isolé à partir de feuilles mortes de P. boninensis et décrit en 1993.

## Utilisations
Les fruits servent d'aliments. Quand ils sont épluchés une gousse à la fois ils forment le fruit « Poro-Poro ». L'huile est comestible. 
Il est aussi utilisé comme arbres d'ornement dans les parcs, les forêts marines. 

## Systématique
Le nom correct complet (avec auteur) de ce taxon est Pandanus boninensis Warb..